# Isidoro Tomás Blanco Fernández
Isidoro Tomás Blanco Fernández (Lugo, Galícia, 1824 - idm. 1893) fou un compositor i organista gallec.
Acabats els seus estudis a la capital d'Espanya, ocupà la plaça d'organista de la catedral de Lugo.
Se li deuen: Ària a San Agustín, un Santo Rosario, i uns Goigs a la Verge i a Nostre Senyor de la Sang, i diverses obres de música profana.